# Plains (Texas)
Plains é uma cidade  localizada no estado norte-americano do Texas, no Condado de Yoakum.

## Demografia
Segundo o censo norte-americano de 2000, a sua população era de 1450 habitantes.
Em 2006, foi estimada uma população de 1460, um aumento de 10 (0.7%).

## Geografia
De acordo com o United States Census Bureau tem uma área de
2,6 km², dos quais 2,6 km² cobertos por terra e 0,0 km² cobertos por água. Plains localiza-se a aproximadamente 1110 m acima do nível do mar.

## Localidades na vizinhança
O diagrama seguinte representa as localidades num raio de 44 km ao redor de Plains.